# Tossal de les Forques (Sant Martí de Riucorb)
El Tossal de les Forques és una muntanya de 473 metres que es troba al municipi de Sant Martí de Riucorb, a la comarca catalana de l'Urgell.